# The Last of Mrs. Cheyney (1937)
The Last of Mrs. Cheyney ist US-amerikanischer Spielfilm mit Joan Crawford, William Powell und Robert Montgomery. Der Regisseur Richard Boleslawski starb während der Dreharbeiten, der Film wurde von George Fitzmaurice und Dorothy Arzner fertiggestellt. Die beiden Regisseure erhielten keine Nennung in den Credits des Films. Das Drehbuch basiert auf dem gleichnamigen Theaterstück von Frederick Lonsdale.

## Handlung
Auf dem herrschaftlichen Landsitz von Lord Francis Kelton trifft der Playboy Lord Arthur Dilling auf die geheimnisvolle Fay Cheyney, eine reiche Witwe aus Amerika. Mrs. Cheyney ist in den höchsten Gesellschaftskreisen ein gern gesehener Gast, der durch Witz, Charme und Esprit zu bezaubern vermag. Auf Einladung der reichen Herzogin von Ebely, der Tante von Lord Arthur, verbringt Mrs. Cheyney das Wochenende gemeinsam mit Arthur. Er weiß nicht, dass Fay in Wirklichkeit eine Trickbetrügerin ist, die es auf die Juwelen der Herzogin abgesehen hat. Der Plan von Mrs. Cheyney geht allerdings gründlich schief und der verliebte Arthur will sie heiraten.
Die Dinge komplizieren sich durch das Auftauchen von Charles, dem Vertrauten von Fay Cheyney. Schließlich überrascht Arthur Fay mit dem Schmuck seiner Tante in der Hand. Er will Fay erpressen, mit ihm zu schlafen, diese lehnt jedoch entrüstet ab. Sie beichtet stattdessen den übrigen Gästen ihr Geheimnis. Am Ende der noch zahlreichen Verwicklungen einigen sich die Beteiligten, den Vorfall nicht weiter zu verfolgen. Mittlerweile hat Fay ihre Liebe zu Arthur entdeckt. Der Film endet mit der Hochzeit der beiden.

## Hintergrund
The Last of Mrs. Cheyney gehörte zu den großen Erfolgen der Broadwaysaison 1925/26. Mit Helen Hayes in der Titelrolle hatte die Komödie 385 Aufführungen. Eine erste Verfilmung mit Norma Shearer und Basil Rathbone unter der Regie von Sidney Franklin stammte aus dem Jahr 1929. 
Die Regie führte diesmal Richard Boleslawski, der während der Dreharbeiten starb. Auch George Fitzmaurice, der zunächst die Arbeiten fortführte, erkrankte, sodass schließlich Dorothy Arzner das Projekt zu Ende brachte. Im Filmvorspann wird allerdings nur Bosalewski als Regisseur genannt.
Joan Crawford übernahm die Rolle im Tausch mit Myrna Loy, die stattdessen den für Crawford vorgesehenen Part in Parnell neben Clark Gable spielte. Crawford hatte unter dem Einfluss ihres zweiten Ehemanns Franchot Tone versucht, ihr Rollenspektrum zu erweitern. Statt leichter Romanzen strebte sie anspruchsvolle Rollen an. Die Fans allerdings lehnten den Wechsel ab und nach einer Reihe von finanziell wenig erfolgreichen Filmen, darunter Brennendes Feuer der Leidenschaft und Die Braut trug Rot, fand sich die Schauspielerin Mitte 1938 auf einer Liste von Darstellern wieder, die angeblich Kassengift seien. In Deutschland kam der Film 1937 nicht in die Kinos, nachdem die zuständigen Behörden den Verleih untersagten.
Joan Crawford bereute es ihr Leben lang, die Rolle angenommen zu haben. Gegenüber Roy Newquist bekannte sie mit der ihr eigenen Offenheit:

„Noch Jahre später, wenn ich an ‚Mrs. Cheyney‘ dachte, hätte ich mir selber in den Hintern treten können. Ich war nicht so grottenschlecht wie in „Rain“, aber während der Dreharbeiten hatte ich persönliche Probleme und ich habe es zugelassen, dass das Studio seinen Willen bekam. Es war insgesamt ein wunderschön produzierter Film, aber ich machte nur einen dreiviertel Job. Hätte ich die Rolle wirklich perfekt gespielt, wäre ich mit Sicherheit für einen Oscar nominiert worden.“

1951 kam mit Greer Garson eine Neuverfilmung unter dem Titel Der Gauner und die Lady in den Verleih.

## Kinoauswertung
Die Produktionskosten lagen bei 741.000 US-Dollar. An der Kinokasse erwies sich der Film als überraschend erfolgreich und spielte in den USA 1.107.000 US-Dollar ein, zu denen weitere 690.000 US-Dollar von den Auslandsmärkten kamen. Am Ende stand ein kumuliertes Ergebnis von 1.797.000 US-Dollar. Das Studio erzielte einen Gewinn von 460.000 US-Dollar.

## Kritiken
Die Kritiken waren bestenfalls wohlwollend. Der Film wurde als zu lang und zu dialoglastig empfunden.
Cecelia Ager schrieb in The Nation eine Einschätzung:

„Es ist wohltuend zu sehen, dass Joan Crawford in ‚The Last of Mrs. Cheyney‘ am Ende schließlich das Auftreten erreicht hat, nach dem sie all die Jahre gestrebt hat. Jetzt schaut sie mit ruhiger Gelassenheit jedem Schauspieler direkt in die Augen, egal wie Englisch er auch sein mag, und ist sich der lässigen Überlegenheit ihrer Aussprache wohl bewusst.“